# JKAD
JKAD (russisch ЕКАД, kurz für Екатеринбургская кольцевая автомобильная дорога Jekaterinburgskaja kolzewaja awtomobilnaja doroga, deutsch Jekaterinburger Autobahnring) ist die Bezeichnung des Autobahnrings um Jekaterinburg. Sie ist 94,3 km lang und autobahnähnlich ausgebaut. Die JKAD wurde am 8. September 2022 fertiggestellt.

## Ausbaustand
Die südliche Ringhälfte ist mit zwei richtungsgetrennten Fahrstreifen mit mindestens zwei Fahrstreifen, die durch Leitplanken voneinander getrennt sind, ausgebaut. Die nördliche Ringhälfte ist als Landstraße mit nur einem Richtungsfahrstreifen ausgebaut und nicht durch Leitplanken getrennt. Für die Zukunft ist ein autobahnähnlicher Ausbau der nördlichen Ringhälfte mit richtungsgetrennten Fahrbahnen vorgesehen.

## Verlauf
| km |                  |     | stadteinwärts              | stadtauswärts                   | Richtung                       |
| -- | ---------------- | --- | -------------------------- | ------------------------------- | ------------------------------ |
| 1  | Autobahnkreuz    | M5  | Dimitrowa uliza            | Tscherljabinski trakt           | Syssert, Tscheljabinsk         |
|    |                  |     | Isset (Brücke)             |                                 |                                |
| 4  | Autobahnausfahrt |     | Koltsowski schosse         | Koltsowski schosse              | Flughafen Jekaterinburg        |
| 7  | Autobahnausfahrt |     | Sibirski trakt             | Traktowaja uliza                |                                |
| 10 | Autobahnkreuz    | E22 | Sibirski trakt dubljer     | Sibirski trakt dubljer          | Belojarski, Kamyschlow, Tjumen |
| 14 | Autobahnausfahrt |     | Wladimira Wysotskogo uliza | Wladimira Wysotskogo uliza      |                                |
| 21 | Autobahnausfahrt |     | Berjosowski trakt          | Berjosowski trakt               | Berjosowski                    |
| 22 | Autobahnausfahrt |     |                            | Reschewskoi trakt               | Resch, Alapajewsk              |
| 32 | Autobahnausfahrt |     |                            | Ortsumgehung Werchnjaja Pyschma | Newjansk, Nischni Tagil        |
| 33 | Autobahnausfahrt |     | Kosmonawtow prospekt       | Uspenski prospekt               | Werchnaja Pyschma              |
| 40 | Autobahnausfahrt |     | Serowskij trakt            | Serowskij trakt                 | Sredneuralsk                   |
|    |                  |     | Isset (Brücke)             |                                 |                                |
| 57 | Autobahnkreuz    | E22 | Nowo-Moskowski trakt       | M12 Wostok                      |                                |
| 62 | Autobahnausfahrt |     | Tschusowskoi trakt         | Tschusowskoi trakt              |                                |
| 67 | Autobahnausfahrt |     | Na Mednij                  | Na Mednij                       |                                |
| 76 | Autobahnausfahrt |     | Luchistaja uliza           | Luchistaja uliza                |                                |
| 79 | Autobahnausfahrt |     | Polewskoi trakt            | Polewskoi trakt                 | Polewskoi                      |
| 80 | Autobahnausfahrt |     |                            | Juschni-projesd JKAD            |                                |
| 94 | Autobahnkreuz    | M5  | Dimitrowa uliza            | Tscherljabinski trakt           | Syssert, Tscheljabinsk         |